# Jeune Région alpine
La Jeune Région alpine (en allemand : Junge Alpenregion) est une organisation qui regroupe des mouvements jeunes chrétiens conservateurs européens à l'échelle de la région alpine. L'organisation a été fondée en en 1973.
La JRA regroupe 18 organisations (partis jeunesse ou sections régionales de partis jeunesse) politiques de jeunesse du centre droit issus de 6 pays. 
Le but de cette organisation faîtière est de mettre en réseaux les différentes organisations de ces six pays alpins dont l'aire linguistique partagée est principalement l'allemand (hors Slovénie) afin de mener des réflexions politiques et de produire des résolutions sur la jeunesse en région alpine. Plus généralement, l'organisation désire mieux faire entendre les préoccupations des pays alpins afin d'attirer l'attention sur les problèmes qu'ils peuvent rencontrer. 

## Organisations membres
Allemagne
- Les cinq sections régionales de la Junge Union Bayern, jeunesse de l'Union chrétienne-sociale en Bavière (CSU), des districts de Basse-Bavière, de Haute-Bavière, du Haut-Palatinat, de Souabe et de Munich.

 Autriche
- Les sept sections régionales de la Junge Volkspartei (JVP) du Parti populaire autrichien (ÖVP)  des Lands de Basse-Autriche, Carinthie, de Haute-Autriche , de Salzburg, de Styrie, du Tirol et du Vorarlberg.

 Italie
- Junge Generation (JG-SVP) du Parti populaire sud-tyrolien (SVP).
- Giovani Autonomisti PATT Parti autonomiste tridentin et tyrolien (PATT).

 Liechtenstein
- Die Jugendunion (JU) de l'Union patriotique (VU).

 Slovénie
- Slovenska demokratska mladina (SDM) du Parti démocratique slovène (SDS).
- Mlada Slovenija - podmladek NSi (MSi) de la Nouvelle Slovénie (NSi).

 Suisse
- Jeunes du Centre (JC).

Il est à noter que toutes ces organisations jeunesse sont également membres, au niveau européen, des Jeunes du Parti populaire européen (YEPP).